# Лебедков Андрій Дмитрович
Андрій Дмитрович Лебедков (20 жовтня 1901, село Корневе Рязанської губернії, тепер Скопінського району Рязанської області, Російська Федерація — 7 вересня 1978, місто Ташкент, тепер Узбекистан) — радянський діяч, гірничий інженер, начальник комбінатів «Москвавугілля» та «Середазвугілля» («Узбеквугілля»). Депутат Верховної Ради Узбецької РСР 4-7-го скликань, заступник голови Верховної Ради Узбецької РСР 7-го скликання. Депутат Верховної Ради СРСР 2—3-го скликань. Герой Соціалістичної Праці (28.08.1948).

## Життєпис
Народився в селянській родині. Трудову діяльність розпочав у 1914 році чорноробом у приватній пекарні міста Скопін Рязанської губернії, потім чорноробом миловарного заводу. У 1917—1919 роках працював вантажником молочного заводу в Москві.
У 1919 році повернувся на Рязанщину, працював вагонником шахти № 29 у селищі Побєдінка Скопінського повіту. У 1922 році закінчив школу гірничих десятників.
У 1922—1924 роках служив у Червоній армії. Після демобілізації залишився у Москві, де працював вантажником молочного заводу «Маслоцентр».
Член РКП(б) з 1925 року.
У 1927—1928 роках — голова місцевого комітету профспілок, з 1928 року — завідувач відділу постачання молочного заводу «Маслоцентр».
У 1930 році закінчив два курси комуністичного вечірнього університету імені Свердлова у Москві.
У 1930—1935 роках — студент Московського гірничого інституту.
У 1935—1937 роках — головний інженер шахти № 19 селища Болховка Підмосковного вугільного басейну (тепер Тульської області).
У 1937—1938 роках — начальник технічного відділу та заступник головного інженера тресту «Тулавугілля».
У 1938—1939 роках — керуючий тресту «Сталіногорськвугілля» Підмосковного вугільного басейну.
У 1939—1941 роках — керуючий сланцевою копальнею в селищі Горний Саратовської області.
З січня до грудня 1941 року — головний інженер, у грудні 1941 — січні 1945 року — керуючий тресту «Молотоввугілля» (місто Узлова Тульської області). У перші місяці німецько-радянської війни за наказом наркома вугільної промисловості організував евакуацію підмосковних шахтарів та відправлення гірничошахтного обладнання до східних вугільних районів СРСР. Після звільнення території Підмосковного вугільного басейну від німецьких військ у винятково важких умовах успішно організував шахтарів на найшвидше відновлення зруйнованих та затоплених шахт.
У січні 1945 — січні 1951 року — начальник комбінату «Москвавугілля» (місто Сталіногорськ (тепер Новомосковськ) Тульської області).
Указом Президії Верховної Ради СРСР від 28 серпня 1948 року «за видатні успіхи у справі збільшення видобутку вугілля, відновлення та будівництва вугільних шахт та впровадження передових методів роботи, що забезпечують значне зростання продуктивності праці», Лебедкову Андрію Дмитровичу присвоєно звання Героя Соціалістичної Праці із врученням ордена Леніна та золотої медалі «Серп і Молот».
У січні 1951 — серпні 1970 року — начальник комбінату «Середазвугілля» (у 1957—1963 та 1966—1970 роках — комбінату «Узбеквугілля») в місті Ташкенті Узбецької РСР.
З серпня 1970 року — персональний пенсіонер союзного значення в Ташкенті.
Помер 7 вересня 1978 року після важкої хвороби в місті Ташкенті.

## Звання
- гірничий генеральний директор III рангу

## Нагороди
- Герой Соціалістичної Праці (28.08.1948)
- два ордени Леніна (4.07.1942, 28.08.1948)
- орден Трудового Червоного Прапора (1944)
- два ордени «Знак Пошани» (17.02.1939, 11.01.1957)
- медаль «За трудову відзнаку» (01.03.1965)
- медалі
- Почесна грамота Президії Верховної Ради Узбецької РСР